# Bag, Pesta
Bag  este un sat în districtul Aszód, județul Pesta, Ungaria, având o populație de 3.791 de locuitori (2011). 

## Demografie
Componența etnică a satului Bag
     Maghiari (92,62%)
     Romi (5,31%)
     Necunoscut (0,54%)
     Alții (1,53%)
Componența confesională a satului Bag
     Romano-catolici (65,37%)
     Fără religie (5,64%)
     Reformați (3,64%)
     Luterani (2,53%)
     Necunoscută (21,92%)
     Alte religii (3,24%)
Conform recensământului din 2011, satul Bag avea 3.791 de locuitori. Din punct de vedere etnic, majoritatea locuitorilor (92,62%) erau maghiari, cu o minoritate de romi (5,31%). Apartenența etnică nu este cunoscută în cazul a 0,54% din locuitori.  Din punct de vedere confesional, majoritatea locuitorilor (65,37%) erau romano-catolici, existând și minorități de persoane fără religie (5,64%), reformați (3,64%) și luterani (2,53%). Pentru 21,92% din locuitori nu este cunoscută apartenența confesională.